# چیزی برای گفتن
چیزی برای گفتن (انگلیسی: Something to Talk About) فیلمی کمدی رمانتیک و درام به کارگردانی لاسه هالستروم است که در سال ۱۹۹۵ منتشر شد.

## بازیگران
- جولیا رابرتس
- دنیس کواید
- رابرت دووال
- جنا رولندز
- کیرا سجویک
- برت کالن
- موس واتسون